# بييرو ماريني
بييرو ماريني (بالإيطالية: Piero Marini)‏ هو كاهن كاثوليكي إيطالي، ولد في 13 يناير 1942 في فالفيردي في إيطاليا.